# Dona Edith do Prato
Edith Oliveira Nogueira (Santo Amaro da Purificação, 1916 — Salvador,  8 de janeiro de 2009), mais conhecida como Dona Edith do Prato, foi uma percussionista e cantora brasileira, reconhecida por sua contribuição singular ao samba de roda do Recôncavo Baiano. Tornou-se notável por utilizar um prato de louça e uma faca como instrumentos de percussão, técnica com a qual desenvolveu um estilo próprio e autêntico, sendo considerada uma das grandes guardiãs da tradição musical afro-baiana.
Cantava samba-de-roda na sua cidade natal, em geral interpretando temas de domínio público do recôncavo baiano. Nas festas onde cantava, conheceu seus dois maridos.
Em 1970, subiu ao palco pela primeira vez, num espetáculo ao lado do cantor e compositor Roberto Mendes, em Salvador. Participou da gravação do álbum Araçá Azul  (1973), de Caetano Veloso, cantando Viola meu bem e participando também de Sugar Cane Fields Forever. Dez anos depois, gravou a chula Filosofia pura no disco Ciclo (1983), de Maria Bethânia.
Em 2002, Caetano e Bethânia voltaram a gravar com Dona Edith, no CD Vozes da Purificação, lançado pela gravadora Biscoito Fino, com a participação de um coro formado por oito cantoras santoamarenses. Além dos dois irmãos, outros músicos baianos, como Gilberto Gil, Roque Ferreira e Mariene de Castro apontaram a cantora como influência em sua música.
Morreu de falência múltipla dos órgãos, em 2009, poucos dias depois de sofrer um acidente vascular cerebral.